# Мельник Олександр Володимирович (військовик)
Олекса́ндр Володи́мирович Ме́льник — молодший сержант[джерело?] Збройних сил України.

## Нагороди
2 серпня 2014 року — за особисту мужність і героїзм, виявлені у захисті державного суверенітету та територіальної цілісності України, вірність військовій присязі під час російсько-української війни, відзначений — нагороджений орденом «За мужність» III ступеня.